# M8 (Russland)
Die M8 Cholmogory (russisch M8 «Холмогоры») ist eine Fernstraße in Russland. Sie führt vom Moskauer Autobahnring über die Jaroslawler Chaussee aus Moskau heraus in nordöstlicher Richtung über Jaroslawl und Wologda nach Archangelsk und weiter nach Sewerodwinsk am Weißen Meer. Sie ist zwischen Moskau und Jaroslawl Teil der Europastraße 115. Die M8 ist zwischen Moskau und Puschkino als Schnellstraße sowie in Oblast Wladimir als Autobahn ausgebaut.

## Galerie

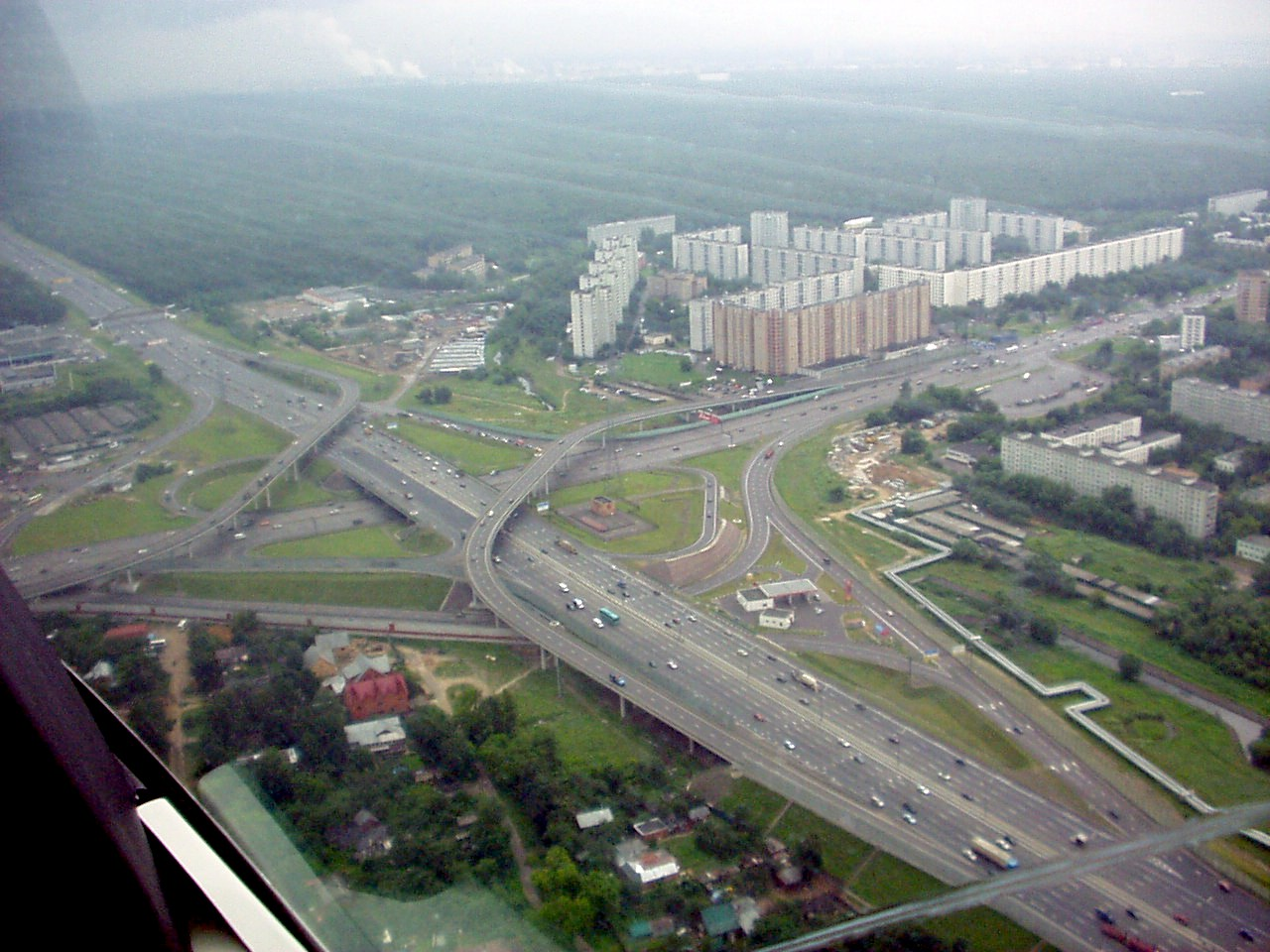
Kreuzung der M8 und des Moskauer Autobahnrings
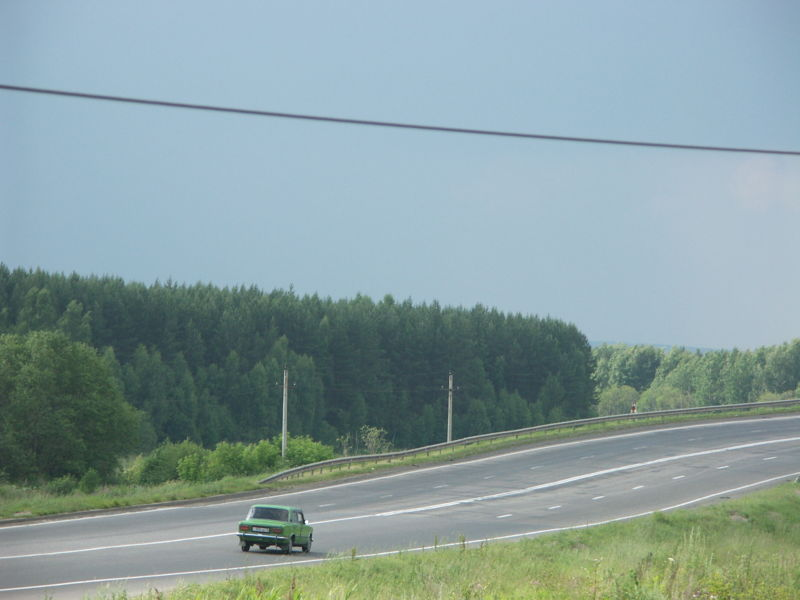
M8 bei Rostow Weliki